# Anna-Kapellen-Höhle
Die Anna-Kapellen-Höhle (auch Annakapellenhöhle oder Göpfelsteingrotte) ist eine Karsthöhle. Die einstige Wohnhöhle liegt auf dem Gemeindegebiet von Veringenstadt im Landkreis Sigmaringen in Baden-Württemberg, Deutschland. Ihren Namen hat die Höhle von der Kapelle der St.-Anna-Kaplanei, die bis in das 18. Jahrhundert in der Nähe stand.

## Entstehung
Vor rund drei Millionen Jahren (Ende der Tertiärs) wurde die Anna-Kapellen-Höhle von der Urlauchert angeschnitten und freigelegt. Heute liegt das Bett der Lauchert rund 30 Meter tiefer in den Talauen.

## Lage

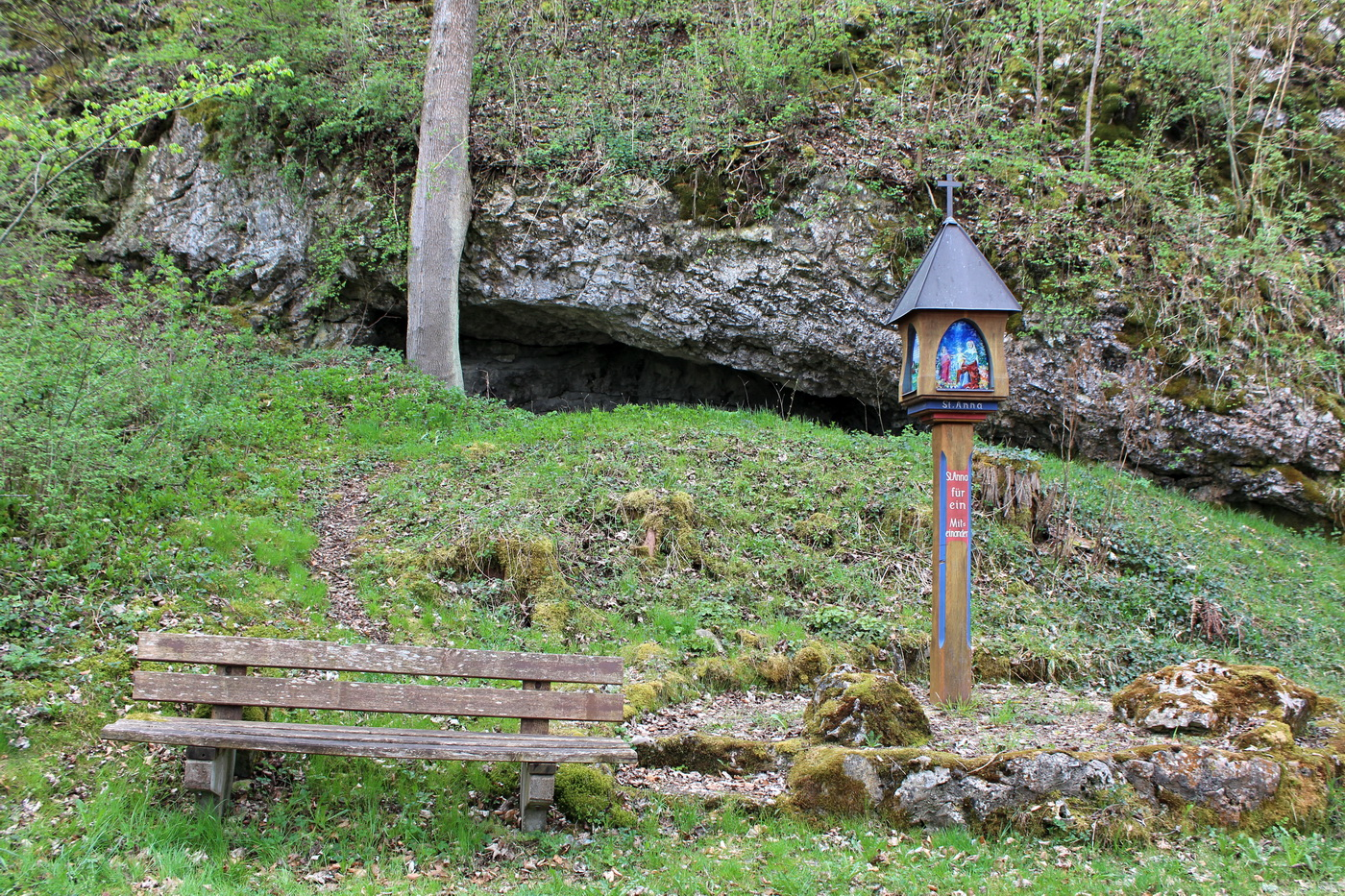
Platz mit Erinnerungsstele unterhalb der Anna-Kapellen-Höhle

Die Höhle liegt nordwestlich der Stadt Veringenstadt, rechts oberhalb der Lauchert und etwa 100 Meter nordwestlich des Zugangs zur Göpfelsteinhöhle. Der freie Zugang zur Höhle befindet sich etwa 10 Meter südlich der Zufahrtsstraße zur Ruine der Burg Veringen, ist jedoch nicht ausgeschildert. Das Laucherttal im Bereich von Veringenstadt ist – neben dem Raum Bad Urach und dem Blautal – eines der drei wichtigsten Höhlengebiete auf der Schwäbischen Alb. Das gilt sowohl für die Anzahl der Höhlen, deren Bedeutung für die frühgeschichtliche Forschung sowie für die Erforschung der Erdgeschichte. Eine ähnliche Bedeutung haben auch die Nikolaushöhle und die Göpfelsteinhöhle, die ganz in der Nähe liegen. Eine Stele vor der Höhle erinnert an die St.-Anna-Kapelle, die an dieser Stelle 1515 erbaut wurde. Der erste Kirchenpfleger war der Maler Peter Strüb aus Veringenstadt. 1817 wurde die Kapelle abgebrochen. Die Stele wurde von Ilse Wolf aus Inneringen gestaltet und am 1. Mai 1998 eingeweiht.

## Beschreibung

Panoramaaufnahme

Die Anna-Kapellen-Höhle ist acht Meter lang, sechs Meter breit und zwei Meter hoch. Mit nur etwa 10 Quadratmetern nutzbarer Grundfläche ist sie die kleinste der Veringenstädter Steinzeithöhlen. Sie befindet sich in den massigen Felsen des Weißjura ζ1 (Liegende Bankkalke: Kimmeridgium, ki4). Der Höhleneingang ist nach Norden ausgerichtet.
Archäologische Grabungen in der Höhle fanden zuerst 1909 durch Robert Rudolf Schmidt vom Geologischen Institut der Universität Tübingen und 1935 durch Oberpostrat a. D. Eduard Peters statt. Peters Probegrabung aus dem Jahre 1934 erbrachte den Nachweis paläolithischer Kulturreste. Die Höhle galt nach der Grabungskampagne vom 25. Juli bis 20. Oktober 1935 als vollständig ausgeräumt. Der Boden war durch frühere Grabungen teils entfernt, teils durchwühlt worden, unberührte Sedimentschichten konnten nicht mehr entdeckt werden.
Das Geotop Anna-Kapellen-Höhle ist seit 1971 als flächenhaftes Naturdenkmal ND8437049 im Naturraum Mittlere Flächenalb ausgewiesen. Als Archäologischer Fundplatz ist es ein Bodendenkmal.

## Nachgewiesene Kulturepochen
Siedlungsfunde der Anna-Kapellen-Höhle weisen folgende Kulturepochen nach: Nicht bekannt sind sowohl der Verbleib der Funde als auch die Dokumentation der Grabungen von Robert Rudolf Schmidt. 
In der Anna-Kapellen-Höhle wurden lediglich einige Knochenstücke vom Wildpferd und Ren gefunden.

### Magdalénienkultur
In der Anna-Kapellen-Höhle war die Kulturschicht durch frühere Grabungen weitgehend zerstört, so dass Eduard Peters nur Reste bergen konnte. Charakteristische Feuersteinwerkzeuge, Klingen, ein Mittelstichel, ein Messerchen mit abgedrücktem Rücken und ein gleiches Gerät mit sägeartiger Schneide. Darüber hinaus das Bruchstück vermutlich eines Anhängers aus Kohle, das einzige in der Anna-Kapellen-Höhle von Peters noch gefundene Kohlestück. Zweifellos blieben bei den früheren Grabungen diese äußerlich unscheinbaren Stücke unbeachtet zurück. Die Grabungen von Eduard Peters förderten insgesamt 77 Silices, davon 18 Werkzeuge bzw. -bruchstücke (Feuersteinwerkzeuge zum Schneiden, Kratzen, Stechen und Sägen), ein bearbeitetes Gagatbruchstück, Form und Funktion nicht rekonstruierbar, Bruchstück eines zugeschnittenen scheibenförmigen Kohlestücks (Schmuckanhänger).

### Neolithikum (Jungsteinzeit)
Auch die Anna-Kapellen-Höhle wurde zeitweise von Jägern der Jungsteinzeit aufgesucht, wie aus dem Einzelfund einer zerbrochenen Hammeraxt hervorgeht. Äxte dieser Art sind nach Meinung des Prähistorikers Paul Reinecke Begleitgut der spätneolithischen Altheimer Kultur. Parallelen dazu liegen von der Münsinger Alb und von Dietenheim an der Iller vor. Das Fragment einer zweiten Axt mit zylindrischem Nacken wurde in der Nähe der Höhle gefunden. Weitere Streitaxtfunde sind aus Benzingen, Veringendorf, Hausen an der Lauchert und Kleinengstingen bekannt. Die Axtfunde häufen sich somit innerhalb der mittleren Alb auffällig im Laucherttal.

### Bronzezeitkultur: Frühbronzezeit
Wie in den übrigen Höhlen um Veringenstadt zeigen Scherbenfunden auch die Besiedelung der Höhle in der Frühbronzezeit.

### Vorrömische Eisenzeit: Latènekultur und Hallstattkultur
Die Höhle ergab Scherben grobtoniger Schüsseln, die nach dem Profil wohl der frühen Eisenzeit zuzuweisen sind. Die schwache Besiedlung der Veringenstadter Höhlen in der Hallstattzeit ist vermutlich auf klimatische Einflüsse zurückzuführen. Die Früheisenzeit bedeutet für Süddeutschland einen Höhepunkt des atlantischen Klimas, das heißt ein starkes Ansteigen der Niederschläge.

### Römische Kultur
Ein Randstück eines Rätischen Bechers (Römische Kaiserzeit, ca. 2. Jahrhundert n. Chr.)

### Mittelalter
Nach der römischen Zeit blieben die Höhlen viele Jahrhunderte, die ganze alemannische Zeit über, unbesiedelt. Dagegen können noch eine ganze Anzahl von Scherben dem Mittelalter (11.–12. Jahrhundert) zugewiesen werden. Bis in das 19. Jahrhundert, das heißt bis zum Rückgang der Schafzucht auf der Alb, wurden die Höhlen als Viehställe benützt und wurden damit wie in vorgeschichtlicher Zeit genutzt.

## Funde und Fundverbleib
Die gesamte Dokumentation sowie nahezu alle Funde sind seit 1945 verschollen. Lediglich wenige Silices finden sich im Hohenzollerischen Landesmuseum in Hechingen und eine vorrömische Scherbe im Heimatmuseum Veringenstadt im Obergeschoss des Rathauses in Veringenstadt.